# إلي دي روتشيلد
إلي دي روتشيلد (بالفرنسية: Élie de Rothschild)‏ هو مصرفي وشخصية أعمال فرنسي، ولد في 29 مايو 1917 في باريس في فرنسا، وتوفي في 6 أغسطس 2007 في Scharnitz ‏ في النمسا بسبب نوبة قلبية.